# Gustav Theodor Goll
Gustav Theodor Goll (* 5. Februar 1822 in Biberach an der Riß; † 13. März 1879 in Leonberg) war ein württembergischer Oberamtmann.

## Leben
Gustav Theodor Goll war der Sohn eines Fabrikanten. 1852 heiratete er Christiane Pauline Schall (1826–1896), eine Schwester des Juristen und Landtagsabgeordneten Karl Ludwig Schall. Er besuchte die Lateinschule in Biberach und das Obere Gymnasium in Ulm. Von 1839 bis 1842 studierte er Rechts- und Regiminalwissenschaften in Tübingen. 1842 legte er die erste und 1844 die zweite höhere Dienstprüfung ab. Seine berufliche Laufbahn begann er 1844 als Aktuariatsverweser bei den Oberämtern Hall und Mergentheim. Von 1845 bis 1852 war er Oberamtsaktuar in Waldsee, Ulm und Ravensburg. Von 1852 bis 1858 arbeitete er bei der Ablösungskommission, zuletzt als Regierungsassessor. 1861 wurde er Oberamtmann beim Oberamt Ehingen, 1870 wechselte er zum Oberamt Leonberg. 1879 ging er in den Ruhestand. Er verstarb noch im selben Jahr.
1876 wurde Gustav Theodor Goll mit dem Ritterkreuz 1. Klasse des Friedrichs-Ordens ausgezeichnet.